# Szamorodni

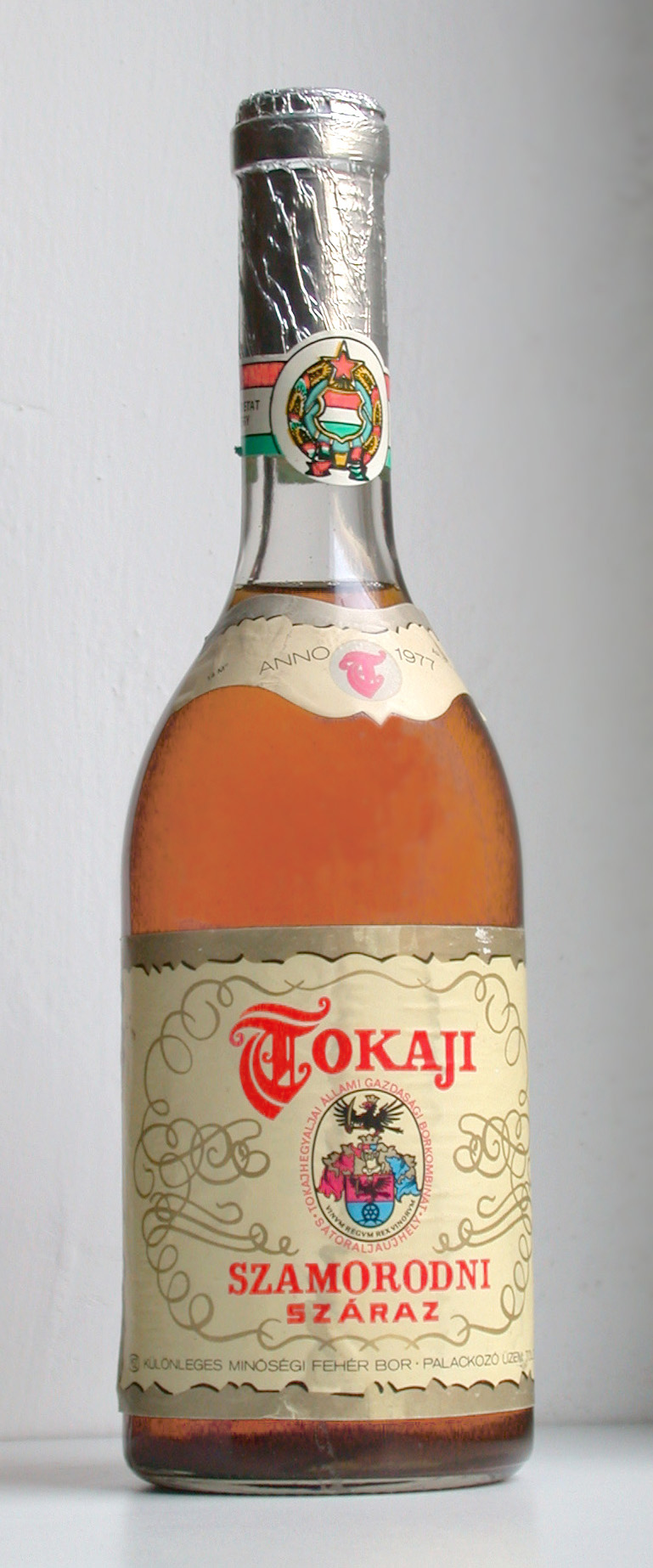
Butelka tokaju

Szamorodni - nazwa tego węgierskiego wina wywodzi się z języka polskiego (ze względu na wielkość spożycia w Rzeczypospolitej) i oznacza "sam się rodzi" lub "samorodny". 
Jest to rodzaj tokaju wytwarzanego w rejonie Tokaj-Hegyalja na Węgrzech z całych kiści winogron wrzucanych do kadzi z pominięciem procesu ręcznego oddzielania gron dotkniętych szlachetną pleśnią (aszú) od reszty kiści. 
Spożycie tokaju w Polsce w XVI i XVII w. było tak duże, że producenci nie nadążali z jego wytwarzaniem. Żmudny i czasochłonny (co najmniej dwa lata dojrzewania w dębowych beczkach) proces produkcji tokaju na Węgrzech ograniczał podaż, a stale rosnący popyt w Polsce sprawił, że polscy kupcy wpadli na pomysł, aby  wino powstawało na wozach, gdy moszcz fermentował w czasie transportu do Polski. Stąd też wino nazwano samorodnym.
Tokaj szamorodni wytwarzany jest jako:
- száraz tokaji szamorodni (wytrawny), zawiera do 10 g cukru/litr, musi pozostawać w beczce przez co najmniej kilka lat
- édes tokaji szamorodni (słodki), zawiera min. 30 g cukru/litr, dojrzewa w drewnie przez co najmniej rok i przez rok w butelce

Butelka wina szamorodni – zgodnie z przepisami - musi być typu tokajskiego. Rzeczywista zawartość alkoholu wynosi 12%.